# 20399 Michaelesser
20399 Michaelesser este un asteroid din centura principală de asteroizi.

## Descriere
20399 Michaelesser este un asteroid din centura principală de asteroizi. A fost descoperit pe 20 iulie 1998 la Caussols în cadrul programului ODAS. Asteroidul prezintă o orbită caracterizată de o semiaxă mare de 3,17 ua, o excentricitate de 0,11 și o înclinație de 4,4° în raport cu ecliptica.